# Théorie neutraliste de l'évolution
La théorie neutraliste de l’évolution, aussi appelée « théorie de la mutation et de la dérive aléatoire », est une théorie de l'évolution moléculaire selon laquelle la plupart des mutations sont neutres et ont une influence négligeable sur la valeur sélective. Elle explique la diversité génétique par la dérive génétique principalement, et ne donne qu'un rôle ponctuel à la sélection naturelle, sans contester cependant la prépondérance de celle-ci du point de vue de l'évolution morphologique.
Elle a été formalisée par Motoo Kimura à partir de 1968, avant de devenir l'un des piliers de l'évolution moléculaire. En particulier, l'hypothèse de neutralité, sous laquelle les mutations n'ont aucune influence sur la valeur sélective, est l'hypothèse nulle généralement retenue dans les travaux où une telle hypothèse est nécessaire.

## Énoncé
Basée sur des modèles mathématiques de diffusion, Kimura a postulé que certaines mutations génétiques entraînent des changements au niveau moléculaire (protéines) qui sont neutres au regard de la sélection naturelle. Cela dépend en fait de la place de la mutation dans la séquence nucléotidique de l'ADN. 72 % des mutations synonymes (silencieuses) concernent un nucléotide en troisième position. Autrement dit ces mutations sont sélectivement neutres car les différentes versions des protéines codées ne changent pas l'adaptabilité de l'organisme à son milieu de vie.
De même, chez les Eucaryotes, il existe des séquences non codantes appelés intron, les mutations apparues dans ces régions sont également sans effet ou neutres.
Sur un plan méthodologique, montrer qu'une mutation a une valeur adaptative différente des autres mutations revient à tester l'hypothèse de neutralité selon les modèles de diffusion et à rejeter cette hypothèse. En d'autres termes on calcule la diffusion de la mutation au sein de la population grâce aux équations fournies par la théorie et on compare le résultat obtenu avec les observations par le biais de tests statistiques. Si les résultats théoriques diffèrent des observations, la mutation a une incidence sur l'adaptabilité de la population considérée.
L'une des implications de cette théorie est que l'évolution ne conduit pas forcément vers une complexification des organismes. Chez les organismes les plus simples comme les procaryotes l'évolution conduit vers des organismes plus complexes du fait du « mur gauche » (c'est-à-dire la limite minimale viable) de la complexité 
. 
Mais à partir d'un certain stade de complexité, cette théorie prédit des "involutions" possibles. Certaines espèces d'araignées, par exemple, ont perdu le comportement social lors de l'évolution[réf. souhaitée] ce qui correspond à une simplification des interactions de ces organismes avec leurs congénères.

## Neutralistes contre sélectionnistes
Bien que certains aient perçu cette théorie comme anti-darwinienne, Kimura et la plupart des biologistes évolutionnistes actuels s’accordent à dire que les deux théories sont compatibles.
En effet, dans cette théorie, la sélection naturelle perd son caractère de facteur évolutif prépondérant et devient un facteur parmi d’autres au nombre desquels on compte les facteurs stochastiques telle que la dérive génétique. Le rôle de la sélection naturelle n'est néanmoins pas remis en question par la théorie neutraliste.

## Points forts, points faibles
L'un des points forts de la théorie neutraliste est qu'elle englobe la théorie synthétique de l'évolution. De plus, elle permet d'expliquer un certain nombre de phénomènes observés.
Mais les calculs ayant permis de développer les modèles mathématiques sur lesquels reposent cette théorie présentent des failles : ils reposent sur des hypothèses fortes dont certaines ne sont pas systématiquement valides. La théorie neutraliste suppose notamment que :
- le taux de mutation est constant dans le temps ;
- la taille des populations est constante dans le temps ;
- l'état d'équilibre mutation-dérive est vérifié : le nombre d'allèles perdus par dérive génétique est égal au nombre d'allèles nouveaux produits par mutation.

Le taux de mutations n'est pas constant sur l'ensemble de l'ADN. Mais si l'on se restreint à des séquences particulières, alors on peut supposer que le taux de mutations devient homogène en moyenne à long terme. Même si à courte échéance, comme sous certaines conditions de stress, par exemple, ce taux fluctue ponctuellement.
On sait aussi que la taille des populations est généralement plutôt constante, même si cela n'est pas garanti aux échelles de temps géobiologiques comme lors de bouleversements écologiques, c'est-à-dire lors de périodes d'extinctions massives ou de radiation évolutive où cette taille de population est ponctuellement perturbée.
On sait que l'état d'équilibre mutation-dérive est largement respecté, puisque la distance génétique entre les différents phylums reste très faible.